# Jennifer Pettke
Pour les articles homonymes, voir Petke.
Jennifer Pettke est une joueuse allemande de volley-ball née le 29 mai 1989 à Leverkusen. Elle mesure 1,86 m et joue au poste de centrale. Elle totalise 39 sélections en équipe d'Allemagne.

## Clubs
| Club                    | De        | À         |
| ----------------------- | --------- | --------- |
| TSV Bayer 04 Leverkusen | 1996-1997 | 2012-2013 |
| VT Aurubis Hamburg      | 2013-2014 | 2013-2014 |
| 1. VC Wiesbaden         | 2014-2015 | 2015-2016 |
| VC Stuttgart            | 2016-2017 | 2016-2017 |
| Rote Raben Vilsbiburg   | 2017-2018 | 2018-2019 |
| Schwarz-Weiss Erfurt    | 2019-2020 | …         |

## Palmarès

### Équipe nationale
- Ligue européenne
  - Finaliste : 2014.

### Clubs
- Supercoupe d'Allemagne
  - Vainqueur :2016.
- Coupe d'Allemagne
  - Vainqueur : 2017.
- Championnat d'Allemagne
  - Finaliste : 2017.